# Бутынь (деревня)
Буты́нь — деревня в Одинцовском городском округе Московской области России. Расположена на левом берегу реки Бутыньки (левого притока реки Десны), на 49-м километре Минского шоссе.

## История
История Бутыни тесно связана с расположенным неподалёку селом Большие Вязёмы. Судя по разъезжей грамоте 1504 года, здесь находилась деревня Марцонковская, в которой жили «числяки», специальные люди, обслуживавшие сбор княжеских налогов. В конце XVI века в верховьях речки Бутыньки располагался присёлок села Никольского, состоявший из восьми крестьянских дворов, при которых имелась деревянная церковь Николая Чудотворца.
Смутное время нанесло серьёзный удар этому селению, и писцовое описание 1631 года отмечает здесь лишь пустошь. Позднее селение возродилось вновь и, названное по имени протекавшей речки Бутынью, входило в состав Вяземской вотчины. Согласно «Экономическим примечаниям» к генеральному межеванию конца XVIII века, деревня Бутынь на левом берегу речки Бутынки состояла из трёх дворов, где проживало 18 мужчин и 24 женщины, а её владельцем значился князь Николай Михайлович Голицын. Крестьяне находились на оброке.
По данным 1851 года деревня Бутыня принадлежала князю Борису Дмитриевичу Голицыну и в её четырёх дворах проживало 19 мужчин и 20 женщин. На 1890 год здесь зафиксировано 49 жителей. Перепись 1926 года отметила в деревне 20 хозяйств и 121 жителя. Имелась начальная школа. По данным 1989 года в Бутыни насчитывалось 25 хозяйств и 38 постоянных жителей.
С 2006 по 2019 год деревня входила в состав городского поселения Голицыно Одинцовского района.

## Население
| 1852 | 1890 | 1926 | 1989 | 2002 | 2006 | 2010 |
| ---- | ---- | ---- | ---- | ---- | ---- | ---- |
| 39   | ↗49  | ↗121 | ↘38  | ↘11  | →11  | ↗180 |

## Известные уроженцы
В деревне родился создатель Фонда борьбы с коррупцией, юрист и оппозиционный политик Алексей Анатольевич Навальный.